# Quilotoa
Quilotoa är ett berg i Ecuador.   Det ligger i provinsen Cotopaxi, i den centrala delen av landet, 80 km sydväst om huvudstaden Quito. Toppen på Quilotoa är 3 914 meter över havet, eller 114 meter över den omgivande terrängen. Bredden vid basen är 0,21 km. Quilotoa ligger vid sjön Laguna Quilotoa.
Terrängen runt Quilotoa är kuperad österut, men västerut är den bergig. Runt Quilotoa är det ganska tätbefolkat, med 60 invånare per kvadratkilometer. Närmaste större samhälle är Zumbagua, 12,6 km söder om Quilotoa. Trakten runt Quilotoa består i huvudsak av gräsmarker.